# Magento
Magento es una plataforma de código abierto para comercio electrónico escrita en PHP. Fue desarrollada con apoyo de voluntarios por Varien Inc (ahora Magento Inc), una compañía privada con sede en Culver City, California.
Varien publicó la primera versión del software el 31 de marzo de 2008. Roy Rubin, ex director general de Varien, vendió más tarde una parte sustancial de la compañía a eBay, que eventualmente la adquirió por completo y luego se escindió de la empresa.
Magento emplea el sistema de base de datos relacional MySQL/MariaDB, el lenguaje de programación PHP, y elementos de Zend Framework. Aplica las prácticas de la programación orientada a objetos y la arquitectura modelo–vista–controlador. También utiliza el modelo entidad–atributo–valor para almacenar los datos.

## Historia
El desarrollo de Magento comenzó oficialmente a principios de 2007. Siete meses después, el 31 de agosto de 2007, se liberó la primera versión beta al público.
Varien, la compañía propietaria de Magento, trabajó originalmente con osCommerce. Se había previsto originalmente que osCommerce sería el titular pero más tarde se decidió reescribirlo como Magento.
En febrero de 2011, eBay anunció que había hecho una inversión en Magento en 2010, con una participación del 49% de la empresa.
En junio de 2011, eBay anunció que estaría adquiriendo el resto de Magento, la cual se uniría a su nueva iniciativa X.Commerce. El CEO y cofundador de Magento Roy Rubin escribió en el blog de Magento que "Magento continuaría operando fuera de Los Ángeles, con Yoav Kutner y yo como sus dirigentes.".
Yoav Kutner se marchó de Magento en abril de 2012 citando que la visión para Magento había cambiado desde el momento de la adquisición debido a los cambios del personal de alto nivel.
Como resultado de la división de eBay (salida de Paypal) seguido de la incursión corporativa de Carl Icahn, Magento se separó como una compañía independiente por el nuevo propietario Permira fondo de capital privado el 3 de noviembre de 2015.
En mayo de 2018 fue anunciado que Magento sería adquirido por parte de Adobe por USD1.68 mil millones con la visión de integrarlo a Adobe Experience Cloud. La adquisición fue finalizada el 19 de junio de 2018.
Más de 250,000 comerciantes de todo el mundo utilizan la plataforma Magento Commerce, que representa alrededor del 30% de la cuota de mercado total.

## Resumen
Magento es el proveedor de dos plataformas distintas, Magento Open Source y Magento Enterprise Edition. También existieron las plataformas Magento Professional Edition y Magento Go.

### Magento Open Source
Magento Open Source, previamente llamada Magento Community Edition, es una plataforma de comercio electrónico de código abierto. Equipado con muchas características, cualquiera puede modificar el núcleo del sistema de la versión Community. Los desarrolladores pueden implementar los archivos del núcleo y ampliar su funcionalidad añadiendo nuevos módulos plug-in proporcionados por otros desarrolladores. Desde que la primera versión beta pública fue liberada en 2007, Community Edition ha sido desarrollada y personalizada con el fin de proporcionar una plataforma básica de comercio electrónico.
Las últimas versiones con soporte activo de Magento Open Source es la 2.4.1

### Magento Enterprise Edition
Magento Enterprise Edition es una derivación de Magento Open Source y tiene el mismo núcleo de archivos. A diferencia de Open Source, este no es gratuito, pero tiene más características y funcionalidad. Esta edición está diseñada para grandes empresas que requieren de apoyo técnico con la instalación, el uso, la configuración y la solución de problemas. A pesar de que Magento Enterprise tiene tasas anuales por mantenimiento, ni Open Source ni Enterprise Edition incluyen alojamiento web. El equipo de Magento desarrolla la Enterprise Edition con la cooperación de los usuarios y terceros. La última versión es 1.14.0.1 liberada el 13 de mayo de 2014.

### Magento Go
Magento Go fue una solución de comercio electrónico basado en la nube, el cual también incluía alojamiento web por Magento Inc. Este fue lanzado en febrero de 2011 con el fin de apoyar a las pequeñas empresas ya que no tenía necesidad de instalación de software. Magento Go tenía módulos integrados y se podía añadir extensiones de Magento para darle más funcionalidad, sin embargo también era la plataforma menos personalizable. El 1 de julio de 2014, Magento Inc. anunció que la plataforma Magento Go sería cerrada el 1 de febrero de 2015.

## Características de Magento
Magento es compatible con un sistema de plantillas web que generan múltiples páginas de aspecto similar y temas personalizados

### Temas
Magento ofrece un tema básico que configura un sitio web de comercio electrónico. El tema está diseñado para personalizar todas las páginas añadiendo o editando código PHP, HTML y CSS. Los usuarios de Magento pueden instalar temas que cambian la visualización de la página web o su funcionalidad. Los temas son intercambiables con las instalaciones de Magento sin que ocurra una pérdida de contenido o el diseño de las páginas. Los temas se instalan mediante la carga de carpetas temáticas a través de FTP o SSH y aplicándolas utilizando la interfaz en el servidor del sistema de administración.

### Módulos
Los desarrolladores de Magento han creado plugins de Magento que extienden la funcionalidad básica incorporada. Los usuarios de Magento pueden instalar módulos mediante la descarga de ellos, y subirlas a su servidor, o aplicando una llave de extensión de módulo a través Magento Connect Manager.

### Integración
Magento permite a los usuarios integrar varios nombres de dominio en un panel de control y gestionar a la vez más de una tienda desde un único panel de administración.

## Congreso Magento "Imagine eCommerce"
"Imagine eCommerce" es un congreso anual de comercio electrónico que Magento realiza desde 2011. El primer evento se llevó a cabo en febrero de 2011 en Los Ángeles, con más de 600 comerciantes de Magento, socios y desarrolladores. Los objetivos del "Imagine eCommerce" es compartir ideas de comercio electrónico y establecer sesiones de oportunidad.

## Magento 2.0
El 17 de noviembre de 2015 se produjo la mayor actualización de código con el lanzamiento de Magento 2.0. En versiones posteriores, se han ido introduciendo gran cantidad de novedades, entre las que cabe destacar las que mejoran el tiempo de carga del sistema, la interfaz de administración, la experiencia de usuario, la arquitectura o la seguridad de la plataforma entre muchas otras. También se han desarrollado importantes novedades con respecto al sistema de pago, haciendo que ahora sea más rápido, eficaz e intuitivo.

## Certificación de Magento
Hay cuatro certificaciones de Magento. Tres de ellas están destinados a probar la capacidad de los desarrolladores en implementar los módulos; uno (Certified Solution Specialist) se dirige a los usuarios de negocios (consultores, analistas, gestores de proyectos). Magento Front End Developer Certification se centra principalmente en la mejora de la interfaz de usuario (UI) de las aplicaciones incorporadas. Esta certificación está relacionada con las plantillas, diseños, Javascript y CSS. Magento Developer certification está dirigido a los desarrolladores de back-end quienes implementan los módulos centrales. La Plus certification prueba la profunda comprensión de los módulos de Magento Enterprise y toda la arquitectura.

## Principales funcionalidades
Entre las principales funcionalidades de Magento se encuentran:
- Estructura de categorías avanzado y composición de su catálogo.
- Familia de productos de definición con sus propias características y configurable.
- Gestión de productos configurables (selección de color o el tamaño de una camiseta, por ejemplo).
- Funciones de cross-selling y up-selling.
- Gestión de promociones (ventas, cupones y promociones en función de la composición de la canasta).
- Gestión multi - tienda.
- Gestión de divisa , IVA y transporte.
- Boletines de newsletter.
- Módulo CMS para integrarse fácilmente en su contenido editorial tienda.
- Soporte de los principales módulos de pago (PayPal, SIPS, OGONE ...).
- Gestión de facturas y notas de crédito.
- Muchas estadísticas (composición media de una cesta, tasa de conversión, más visitados ...).
- Módulo de flujo de datos para facilitar la importación / exportación de su catálogo o su repositorio cliente o desde fuentes de datos externas (CRM, ERP, comparación de precios, etc ... ).
- API para conexiones externas con otros sistemas (ERP, PIM, ...).